# Верх-Жилино
Верх-Жи́лино (рос. Верх-Жилино) — село у складі Косіхинського району Алтайського краю, Росія. Адміністративний центр та єдиний населений пункт Верх-Жилинської сільської ради.

## Населення
Населення — 460 осіб (2010; 680 у 2002).
Національний склад (станом на 2002 рік):
- росіяни — 94 %